# Kyrsten Sinema

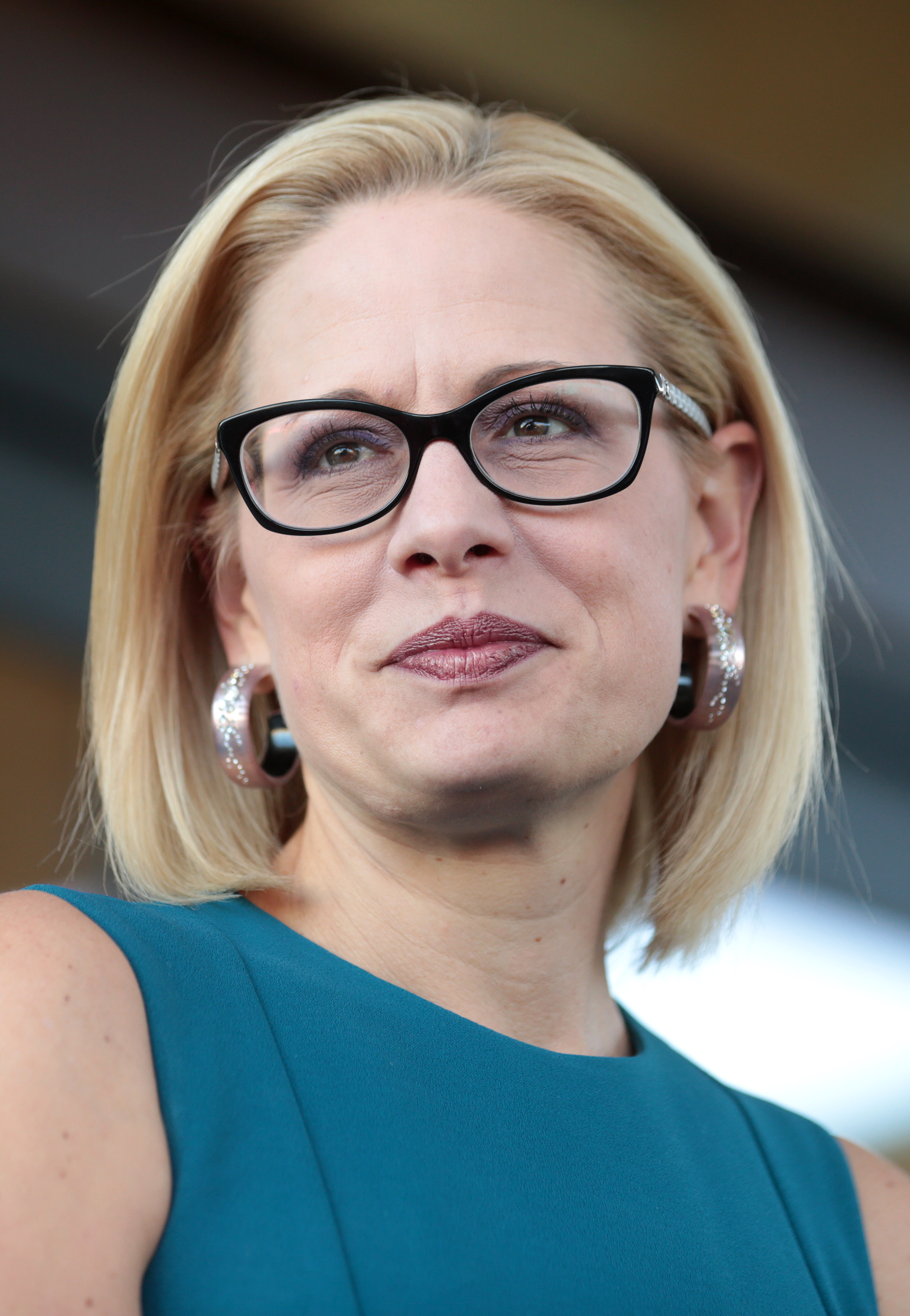
Kyrsten Sinema (2018)

Kyrsten Sinema (* 12. Juli 1976 in Tucson, Arizona) ist eine parteilose US-amerikanische Politikerin. Von 2019 bis 2025 gehörte sie dem Senat der Vereinigten Staaten als Nachfolgerin von Jeff Flake an. Von 2013 bis 2019 vertrat sie den 9. Kongresswahlbezirk Arizonas im US-Repräsentantenhaus, zuvor war sie Abgeordnete sowohl des Repräsentantenhauses als auch des Senats von Arizona. Sie hatte der Demokratischen Partei angehört, bis sie die Partei am 9. Dezember 2022 verließ und sich als unabhängig registrierte.

## Familie, Ausbildung und Beruf
Sinemas Vater Dan Sinema Sr. war Rechtsanwalt, ihre Mutter Marilyn kümmerte sich um ihre drei gemeinsamen Kinder. Die Familie lebte in einem Ranchhaus am Fuß der Santa Catalina Mountains bei Tucson, Arizona, wo sie die Winifred Harelson Elementary School besuchte. Ihr Vater verlor seine Arbeit in der Rezession der frühen 1980er Jahre und sah sich Forderungen von Mandanten und Steuerbehörden gegenüber, sodass das Haus kurzzeitig in die Zwangsvollstreckung kam. 1983 ließen sich die Eltern scheiden, der Vater meldete einige Zeit später Insolvenz an, und ihre Mutter geriet in Armut. Beide Elternteile heirateten wieder und stritten um das Sorgerecht; die Mutter heiratete Andrew Howard, einen Lehrer aus Sinemas Grundschule, und ließ sich mit ihm und den Kindern 1984 im ländlichen DeFuniak Springs in der Florida Panhandle nieder. Da die Mutter und der Stiefvater nicht sofort dauerhafte Arbeit fanden, lebten sie für knapp drei Jahre in einer verlassenen Tankstelle, was Sinema später als vorübergehende Obdachlosigkeit bezeichnete und wegen der Frage, ob die Familie auf fließendes Wasser und Elektrizität verzichten musste, zum Thema im Senatswahlkampf wurde. Die streng mormonische Familie war zeitweilig auf Essensmarken und Kirchenspeisungen angewiesen und arbeitete dafür in der Gemeinde oder half bei der Ernte. Die Situation der Familie verbesserte sich 1987, als Mutter und Stiefvater feste Anstellungen erhielten und die Familie mit einem Kredit der Mormonengemeinde ein Farmhaus beziehen konnte. Neben der Schule zeigte Sinema an Sport und Arbeitsgemeinschaften Interesse und besuchte mit 14 Jahren zusätzlich das Okaloosa-Walton Junior College.
Nachdem sie im Alter von 16 Jahren – ein Jahr früher als üblich – die Walton High School in DeFuniak Springs als eine der Jahrgangsbesten abgeschlossen hatte (co-valedictorian), besuchte sie mit Hilfe eines Pell Grants und Stipendien die Brigham Young University, an der sie 1994 den Bachelorgrad in Sozialarbeit erhielt. Nach der Arbeit für eine Nichtregierungsorganisation in Kenia zog sie 1995 nach Phoenix, wo sie die Arizona State University besuchte und 1999 den Master in Sozialarbeit und 2004 den Juris Doctor erwarb. 2012 wurde sie dort mit einer Arbeit über den Völkermord in Ruanda, bei der sie Giorgio Agambens Überlegungen zum Ausnahmezustand anwendete, zum Ph.D. promoviert. Sie war Sozialarbeiterin im Washington Elementary School District, bevor sie Strafverteidigerin und Juradozentin wurde.

## Politische Karriere

### Anfänge auf Bundesstaatsebene
Anfang der 2000er Jahre unterstützte sie den Präsidentschaftskandidaten der Green Party, Ralph Nader, war eine Sprecherin dieser Partei auf lokaler Ebene, forderte die Abschaffung der Todesstrafe und organisierte nach 9/11 Anti-Kriegs-Demonstrationen. Im Zuge des Irakkriegs erklärte sie 2003, die wahren Freunde Saddam Husseins und Osama bin Ladens seien Ronald Reagan und George H. W. Bush.
Sinema kandidierte 2001 für den Phoenix City Council im Wahlbezirk 8 und im Jahr 2002 als Unabhängige im Wahlkreis 15 für das Repräsentantenhaus von Arizona, wurde jedoch nicht gewählt. 2004 wurde sie in Letzterem wieder als Kandidatin der Demokraten aufgestellt, errang das Mandat und wurde 2006 und 2008 wiedergewählt. 2010 trat sie von diesem Mandat zurück, um für den Senat von Arizona zu kandidieren. Bei der Wahl gewann sie gegen ihren republikanischen Gegenkandidaten Bob Thomas.
Sinema engagierte sich gegen die 2006 in Arizona geplante Gesetzesinitiative Proposition 107, die die Anerkennung gleichgeschlechtlicher Ehen und eingetragener Partnerschaften verboten hätte. Sie saß der bundesstaatsweiten Kampagne „Arizona Together“ vor und stoppte die Gesetzesinitiative, indem sie auf die Republikaner im Parlament zuging, sodass die Initiative fallengelassen wurde. Sinema führte 2008 auch die Kampagne gegen die Proposition 102, eine abgemilderte Neuauflage der Proposition 107, die jedoch am 4. November 2008 von der Mehrheit der Wähler angenommen wurde.
Im Präsidentschaftswahlkampf 2008 unterstützte Sinema Barack Obama und war Delegierte bei der Democratic National Convention in Denver.

### Kongressabgeordnete
Sinema gab im Juni 2011 bekannt, an einer Kandidatur für das US-Repräsentantenhaus, aber nicht für den US-Senat bei der Wahl 2012 interessiert zu sein. Sie war ab Ende 2010 mit dem Democratic Congressional Campaign Committee, dem Wahlkampfarm der Demokraten im Kongress, in Kontakt, und lebte im selben Gebiet wie der damalige demokratische Kongressabgeordnete Ed Pastor, schloss aber die Herausforderung eines mandattragenden Parteifreundes aus. Am 3. Januar 2012 kündigte Sinema an, im November des Jahres im neugeschaffenen 9. Kongresswahlbezirk Arizonas für das Repräsentantenhaus der Vereinigten Staaten zu kandidieren. Am selben Tag gab sie ihren Sitz im Senat von Arizona auf. Auf ihren Sitz rückte David Lujan nach.
Sinema setzte sich bei der Repräsentantenhauswahl 2012 gegen den Republikaner Vernon Parker durch und trat ihr Mandat am 3. Januar 2013 als erste offen bisexuelle Abgeordnete an. Bei ihrer Vereidigung verzichtete sie auf eine Bibel, gehörte als erste Kongressabgeordnete keiner Religionsgemeinschaft an und beschrieb sich selbst als säkular, lehnte es aber ab, sich als Atheistin zu bezeichnen. Nach zwei Wiederwahlen in den Jahren 2014 und 2016 übte sie ihr Mandat bis zum 3. Januar 2019 aus. Sinema war Mitglied im Finanzausschuss sowie in zwei Unterausschüssen.

### Senatorin im US-Senat

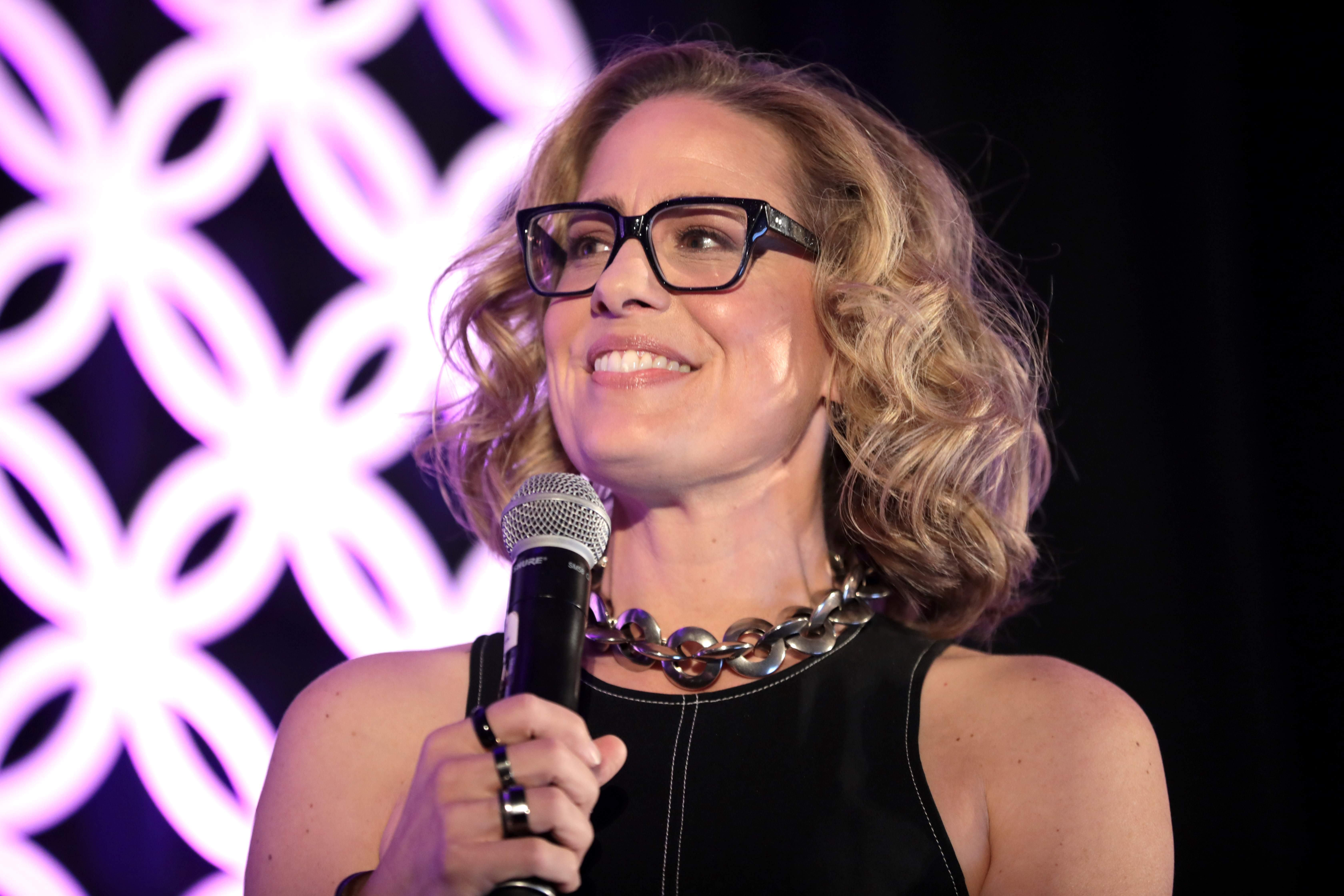
Sinema bei einer Veranstaltung im April 2023

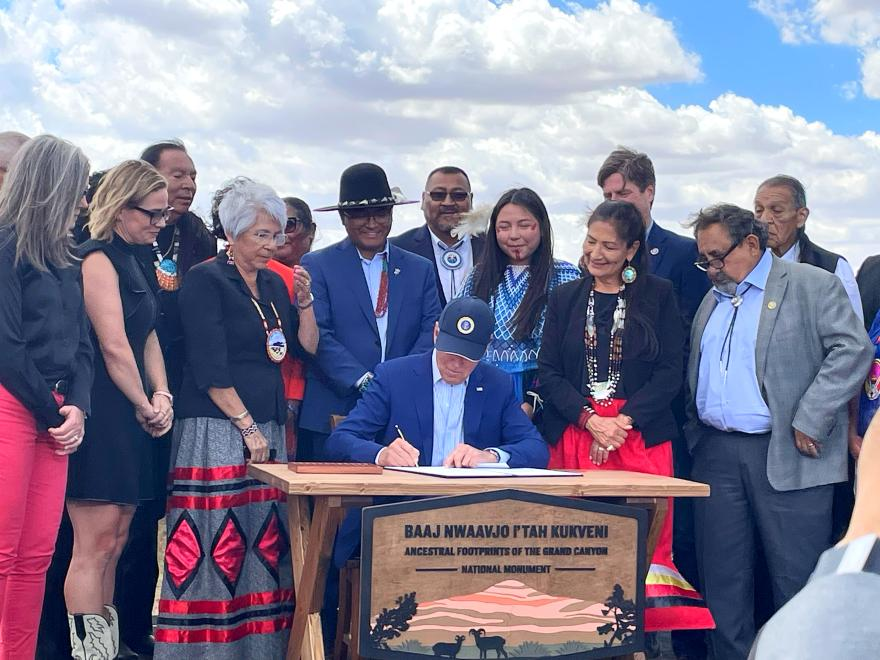
Sinema (zweite von links) bei der Proklamation des Baaj Nwaavjo I’tah Kukveni – Ancestral Footprints of the Grand Canyon National Monument

Im September 2017 erklärte die als erfolgreiche Fundraiserin bekannte Sinema, bei der Wahl 2018 nicht wieder für ihr bisheriges Mandat zu kandidieren, sondern sich um den Sitz im US-Senat zu bewerben, den bisher der Republikaner Jeff Flake innehatte. Flake verzichtete im Oktober 2017 darauf, bei der Wahl anzutreten, da er als prominenter Kritiker Präsident Trumps innerparteilich von rechts herausgefordert wurde.
Sinema gewann die Nominierung ihrer Partei am 28. August 2018 mit 80,5 Prozent der Stimmen gegen die linke Kandidatin Deedra Abboud. In der Vorwahl der Republikaner setzte sich die als moderat geltende bisherige Kongressabgeordnete Martha McSally mit 52 Prozent gegen zwei Favoriten des rechten Flügels, Kelli Ward und Joe Arpaio, durch. Im Oktober 2018 erklärte die größte Tageszeitung Arizonas, The Arizona Republic, ihre Unterstützung für Sinema und lobte ihren Ansatz überparteilicher Zusammenarbeit. Die Zeitung hatte zuvor noch nie einen Kandidaten der Demokraten für eine staatsweite Position unterstützt.
Sinema und McSally traten am 6. November 2018 bei der Hauptwahl gegeneinander an, deren Ausgang als völlig offen galt. Die Kandidatin der Green Party, Angela Green, die kurz vor dem Wahltag ihren Ausstieg aus der Wahl und ihre Unterstützung für Sinema erklärt hatte, erhielt gut 2 Prozent der Stimmen. Nachdem Sinema am Wahlabend zurückgelegen hatte, ging sie während der Auszählung am 8. November in Führung und wurde am 12. November von Associated Press zur Siegerin erklärt; McSally räumte ihre Niederlage ein. Sinema hatte schließlich einen Vorsprung von knapp 56.000 Stimmen (50 zu 47,6 Prozent).
Sinema trat ihr Senatsmandat am 3. Januar 2019 an. Statt auf die Bibel wie üblich schwor sie auf ein Buch, das die Verfassung der USA und die Verfassung Arizonas enthält. Sie war bei Vereidigung das einzige Mitglied des Kongresses, das keine religiöse Bindung zu haben angab. Arizona wird erstmals von einer Frau im US-Senat vertreten. Sinema ist die erste offen bisexuelle Senatorin und gewann erstmals für die Demokraten eine Senatswahl in Arizona seit 1988 sowie erstmals einen offenen Sitz seit 1976 (jeweils Dennis DeConcini).
Im Senat gehörte Sinema den Ausschüssen für Handel, Innere Sicherheit, Bankwesen, Altern und Veteranenangelegenheiten sowie mehreren Unterausschüssen, darunter als Ranking member demjenigen für Luft- und Raumfahrt, an.
Im Dezember 2022 trat Sinema aus der Demokratischen Partei aus und ließ sich als parteilose Unabhängige registrieren. Sie erklärte, dies entspreche ihrem Charakter, der nicht in Parteischablonen passe. Ihr Abstimmungsverhalten werde das nicht ändern. Im März 2024 gab sie bekannt, nicht wieder für den Senat kandidieren zu wollen. Ihre Amtszeit endete im Januar 2025. Zum Nachfolger im Senatorenamt wurde 2024 der Demokrat Ruben Gallego gewählt.

## Positionen
Während Sinema in der Legislative Arizonas ein linksliberales Abstimmungsverhalten gezeigt hatte, rückte sie im US-Repräsentantenhaus zunehmend nach rechts, was ihr aus der eigenen Partei Vorhaltungen einbrachte, da sie mit am häufigsten aus der demokratischen Fraktion für Vorschläge des Präsidenten Donald Trump stimmte.
Sie gehört der Blue Dog Coalition an, einer Vereinigung konservativer Demokraten, und nennt den zentristischen demokratischen Senator Joe Manchin als Vorbild. Während Donald Trumps erster Präsidentschaft unterstützte sie dessen sicherheitspolitische Maßnahmen zur Eindämmung illegaler Einwanderung und enthielt sich weitgehend der Kritik am umstrittenen Präsidenten. Anders als alle anderen demokratischen Kongressabgeordneten Arizonas unterstützte sie bei der Wahl 2018 nicht den linken Gouverneurskandidaten ihrer Partei, David Garcia. Trotzdem gilt Sinema in vielen Politikbereichen weiterhin als progressiv. In ihrem 2009 erschienenen Buch Unite and Conquer: How to Build Coalitions That Win and Last erklärte sie ihren Politikansatz so, dass Pragmatismus notwendig sei, um progressive Ziele zu erreichen. Von links wurde Sinema zuweilen Opportunismus vorgeworfen.
Im Senat galt sie seitdem als konservativste demokratische Senatorin nach Joe Manchin;  sie wurde eine der einflussreichsten Senatorinnen, als die Demokraten im Senat nach der Senatswahl 2020 nur eine working majority hatten und sich somit keinen Abweichler in ihrer Fraktion leisten konnten. Abgewichen von der Parteilinie ist Sinema aber schon öfter und hat dadurch viele Gesetzespläne, wie z. B. den 15$-Mindestlohn, verhindert. Auch hat sie sich gegen die Abschaffung des Filibusters im Senat ausgesprochen, was von Parteilinken gefordert wird. Sinema war Stand Oktober 2021 neben Manchin die Einzige, die die Demokraten an der Durchsetzung ihrer zentralen Reformversprechen (zwei insgesamt mehr als 4,5 Billionen Dollar umfassende Investitionsprogramme) hinderte.

## Privatleben
Sinema heiratete 1995 ihren Brigham Young University-Klassenkameraden Blake Dain und ließ sich 1999 von ihm scheiden. Sie ist bisexuell. Es wurde berichtet, dass sie das einzige atheistische Mitglied des Kongresses ist, obwohl sie diese Bezeichnung zurückgewiesen hat.
Sinema hat bereits zahlreiche Marathons absolviert. Am 17. November 2013 absolvierte Sinema einen Ironman-Triathlon in etwas mehr als 15 Stunden. Sie war nach Senator Jeff Merkley das zweite aktive Mitglied des Kongresses, das einen Langstrecken-Triathlon absolvierte, und das erste, das einen Ironman beendete. Sie nahm 2015 an der Ironman-Weltmeisterschaft in Kona, Hawaii, teil und beendete den Ironman. Am 25. Dezember 2013 bestieg Sinema den Gipfel des Mount Kilimanjaro.